# Muros (parroquia)
Muros (llamada oficialmente San Pedro de Muros) es una parroquia y villa española del municipio de Muros, en la provincia de La Coruña, Galicia.

## Entidades de población
Entidades de población que forman parte de la parroquia:
- Alivía (A Alivía)
- Campo das Cortes (Campo de Cortes)
- Miraflores
- Moíño do Vento (O Muíño do Vento)
- Muros
- Virxe do Camiño (A Virxe do Camiño)
- O Espírito Santo
- San Roque

## Demografía
| Gráfica de evolución demográfica de Muros entre 2000 y 2018 |
|                                                             |
| Datos según el nomenclátor publicado por el INE.            |